# Jan X bar Mawdyono
Jan X bar Mawdyono (ur. ?, zm. ?) – w latach 1129–1137 76. syryjsko-prawosławny Patriarcha Antiochii.